# Lučina (řeka)
Lučina (dříve Lucina; polsky Łucyna) je řeka v Moravskoslezském kraji, přítok řeky Ostravice, který odvodňuje oblast na pomezí okresů Frýdek-Místek, Karviná a Ostrava-město.

## Jméno řeky
Pojmenování Lučina má řeka od roku 1956, kdy při budování Žermanické přehrady došlo k pojmenování nově vzniklé obce Lučina a podle ní i samotné řeky. Do té doby bylo její jméno Lucina. Ve starých mapách se objevuje vícero názvů. V jejím horním toku se objevuje název Ribia či Ribnia, v oblasti mezi Domaslavicemi a Bludovicemi název Holzina či Holczina. V oblastech od Šenova až po Slezskoostravský hrad už pak Lucina.
Petr Bezruč ve Slezských písních na několika místech zesměšňuje používání jména Lučina místo dle jeho názoru správného Lucina, vidí v něm příklad „křtění dědin“ ze strany Čechů, ignorujících slezskou tradici a svébytnost. Např. v básni Polská Ostrava píše: „Přibylec nadutý národa jazyk psuje: / on švarné Lucině sází háček na hlavu...“

## Popis toku

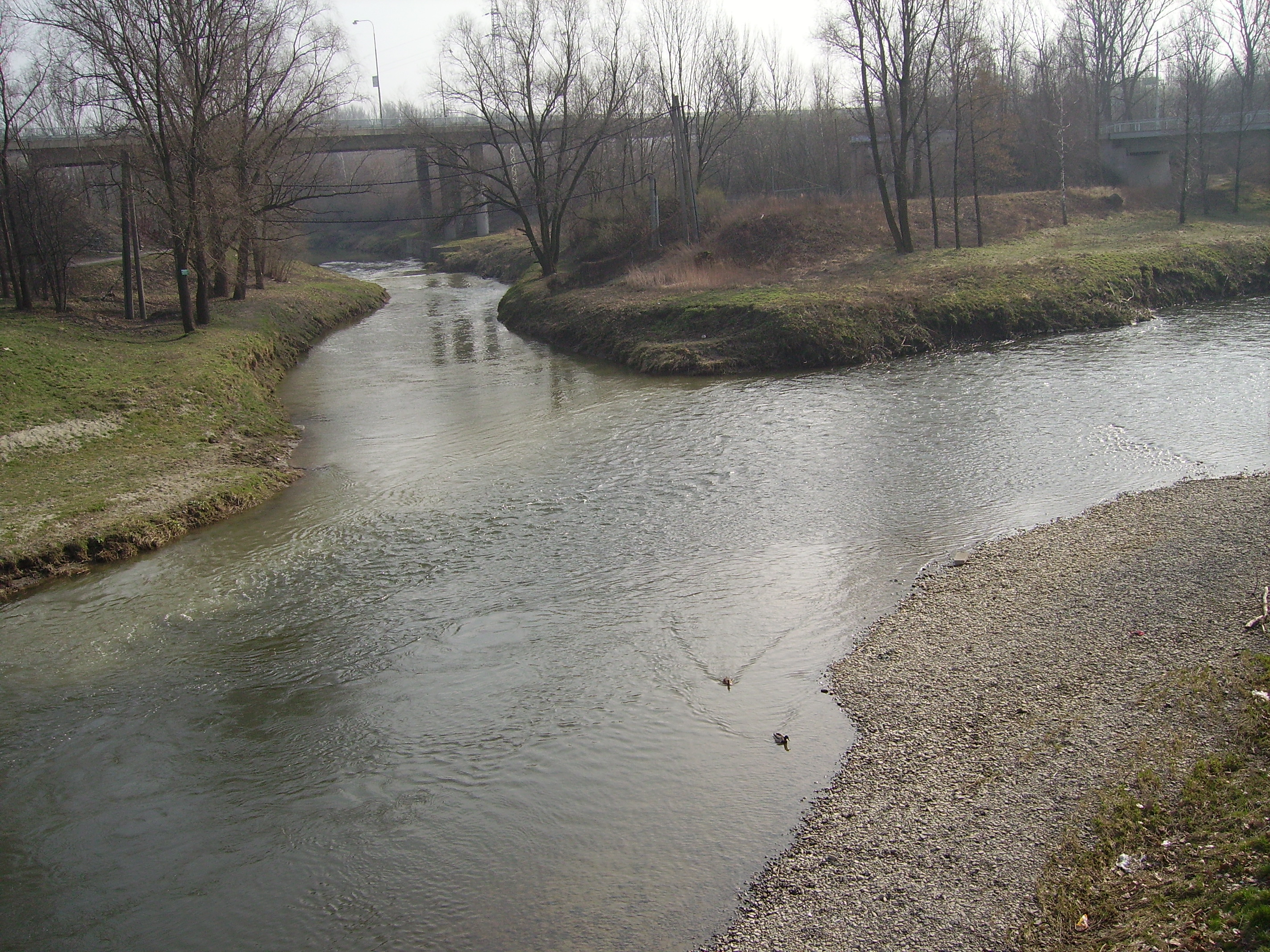
Soutok Lučiny a Ostravice v Ostravě

Pramení v Moravskoslezských Beskydech na severním úbočí hory Prašivá v nadmořské výšce kolem 685 metrů. Celkově její tok zprvu míří severním, později západním až severozápadním směrem. U obce Žermanice zadržuje její vody
přehradní nádrž Žermanice, vybudovaná v letech 1951 až 1958 pro zásobování průmyslových podniků užitkovou vodou a sloužící též k rekreaci, ochraně před povodněmi a výrobě elektrické energie. Vzhledem k nedostatečné vodnosti vlastní Lučiny byl současně vybudován vodní kanál mezi Vyšními Lhotami a Vojkovicemi, který převádí do Lučiny vodu ze sousedního povodí Morávky, a to v průměrném množství 1,9 m³/s. Pro obyvatele míst zatopených při stavbě nádrže vznikla na jejím levém břehu nová obec Lučina. Od výtoku pod Žermanickou přehradou je Lučina vodácky sjízdná na úseku dlouhém 24 km. Řeka nejprve pokračuje v severním směru až po město Havířov, kde se stáčí obloukem k západu. Při jihozápadním okraji Havířova byla na jejím toku vyhlášena přírodní památka Meandry Lučiny, kterou tvoří přirozené říční meandry a na ně navazující mokřady s lužním porostem - Mokřad u Rondelu. Kolem Šenova Lučina dospívá na území města Ostravy, obrací se k severozápadu, z východní strany míjí areál Nové huti a pod Slezskoostravským hradem ústí zprava do řeky Ostravice, která její vody odnáší dál do Odry. Lučina je skoro vždy hnědokalná řeka, podobně jako řeka Myjava na jižní Moravě. Kalnost je způsobena celkovým středním a dolním tokem. Dno je tvořeno říčním bahnem, které řeka odnáší, ale hlavním zdrojem „čistého znečištění řeky“ jsou meandry Lučiny na středním toku. Břehy jsou téměř kolmé k hladině, odlamují se z nich kusy hnědé zeminy, a ty končí rozmělněné ve vodě.

### Větší přítoky
(levý/pravý)
- Šprochůvka (P)
- Přivaděč Morávka-Lučina (L)
- Tošanůvka (P)
- Řetník (L)
- Bruzovka (P)
- Říčky (L)
- Stavovský potok (P)
- Loucký potok (P)
- Stružník (L)
- Mezidolní potok (L)
- Sušanka (P)
- Pězgovský potok (P)
- Venclovka (L)
- Dolní Datyňka (L)
- Horní Datyňka (L)
- Mošnok (P)

## Vodní režim
Hlásné profily:
| místo             | říční km | plocha povodí | průměrný průtok (Qa) | stoletá voda (Q100) |
| ----------------- | -------- | ------------- | -------------------- | ------------------- |
| Horní Domaslavice | –        | 26,41 km²     | 0,46 m³/s            | 58,9 m³/s           |
| pod VD Žermanice  | 24,81    | 45,59 km²     | 0,76 m³/s            | 79,5 m³/s           |
| Radvanice         | 2,45     | 189,46 km²    | 2,58 m³/s            | 236,0 m³/s          |